# PGC 4058
LEDA/PGC 4058, auch UGC 708, ist eine Balken-Spiralgalaxie vom Hubble-Typ SBcd: im Sternbild Fische auf der Ekliptik. Sie ist schätzungsweise 552 Millionen Lichtjahre von der Milchstraße und hat einen Durchmesser von etwa 170.000 Lichtjahren.
Im selben Himmelsareal befinden sich unter anderem die Galaxien PGC 3974, PGC 90522, PGC 138322, PGC 1523414.